# Partibrejkers I
Partibrejkers I je prvi album srpskog garage rock/punk rock sastava Partibrejkers, kojeg je objavio Jugoton 1985. godine. Album je izdao WTC Wien kao CD 1995.
Album je 1998. izglasan na 18. mjesto najboljih 100 rock i pop albuma u knjizi YU 100: najbolji albumi jugoslavenske rock i pop glazbe.

## Popis pjesama
1. Ako si... - 2:04
2. Gubitnik - 2:53
3. Noć - 1:54
4. Hej, ti, dole u mraku -  2:32
5. 1000 Godina - 4:46
6. Stoj, Džoni - 3:29
7. Ona živi na brdu - 2:29
8. Ti moraš biti moja (sad) - 2:41
9. On je došao uz vetar - 1:59
10. Novi dan - 1:36
11. Ulični hodač - 4:07
12. Večeras - 3:03

## Sudjelovali na albumu
Partibrejkers
- Goran Bulatović "Manzanera" — bubnjevi, udaraljke
- Ljubiša Kostadinović "Ljuba" — gitara
- Nebojša Antonijević "Anton" — klavijature, gitara, udaraljke
- Zoran Kostić "Cane" — vokal, udaraljke

## Vanjske poveznice
- EX YU ROCK enciklopedija 1960-2006, Janjatović Petar; ISBN 978-86-905317-1-4
- Partibrejkers I na Discogs